# La parola di un fuorilegge... è legge!
La parola di un fuorilegge... è legge! (Take a Hard Ride) è un film del 1975, diretto da Antonio Margheriti. Alcuni critici lo hanno definito un mix tra spaghetti western e  blaxploitation.

## Trama
Un cowboy e un giocatore d'azzardo trasportano una grossa somma di denaro, da consegnare, oltre i confini USA, ad una vedova residente in Messico, nello stato di Sonora.  Dovranno affrontare sparatorie e inseguimenti, scatenati dagli appetiti di molti nemici, per compiere la loro missione.

## Produzione
La quasi totalità delle riprese esterne è stata girata nelle isole Canarie. In varie sequenze si riconosce la Montaña de Guajara, che all'epoca delle riprese, insieme con le zone circostanti, non era ancora Patrimonio dell'umanità dell'UNESCO, che fu istituito nel 2007. Oggi sarebbe dunque impossibile girare un film in quei luoghi.